# 163 (số)
163 (một trăm sáu mươi ba) là một số tự nhiên ngay sau 162 và ngay trước 164.